# Calcata
Calcata là một đô thị ở tỉnh Viterbo trong vùng Latium, có vị trí cách 47 km về phía bắc của Roma theo đường bộ, đối diện thung lũng sông Treja. Calcata có diện tích 7,67 km2, dân số năm 2007 là 885 người. Đô thị này nằm ở khu vực có độ cao 172 m.
Calcata giáp các đô thị: Faleria, Magliano Romano, Mazzano Romano, Rignano Flaminio.